# 李志坚 (武警)
李志坚（1962年12月—），男，汉族，河南延津人，中国共产党党员，西安陆军学院军事指挥专业毕业，大学本科学历。曾任中国人民武装警察部队新疆生产建设兵团指挥部主任。2012年1月，任中国人民武装警察部队河北省总队总队长，2013年1月，改称司令员，2017年6月卸任。是第十二届全国人民代表大会代表。2012年12月，晋升中国人民武装警察部队少将警衔。
2017年7月，因涉嫌严重违纪违法，辞去全国人大代表职务，河北省人大常委会决定接受其请求。同年9月，第十二届全国人大常委会第二十九次会议审议通过了全国人大常委会代表资格审查委员会关于个别代表的代表资格的报告。